# Daviesia mesophylla
Daviesia mesophylla là một loài thực vật có hoa trong họ Đậu. Loài này được Ewart miêu tả khoa học đầu tiên.